# Georges Werler
Georges Werler est un comédien et metteur en scène de théâtre.
Georges Werler a créé le groupe de poésie Les Poèmiens. Il travaille pendant 8 ans au Théâtre de l'Est parisien. Il est professeur au Conservatoire national supérieur d'art dramatique pendant 10 ans et professeur au Conservatoire national supérieur de musique et de danse de Paris pendant 14 ans.

## Théâtre

### Comédien
- 1961 : Mille francs de récompense de Victor Hugo, mise en scène Hubert Gignoux, Centre dramatique de l'Est, Théâtre de l'Ambigu
- 1961 : Édouard II de Christopher Marlowe, mise en scène Roger Planchon, Théâtre des Champs-Élysées
- 1965 : El Greco de Luc Vilsen, mise en scène Georges Vitaly, Théâtre du Vieux-Colombier
- 1979 : Hedda Gabler d'Henrik Ibsen, mise en scène Jean-Pierre Miquel, Comédie de Reims, Nouveau Théâtre de Nice
- 1982 : Hedda Gabler d'Henrik Ibsen, mise en scène Jean-Pierre Miquel, Théâtre national de l'Odéon

### Metteur en scène
- 1970 : Marie Tudor de Victor Hugo, Théâtre de l'Est parisien
- 1972 : Le Marchand de Venise de William Shakespeare, Théâtre de l'Est parisien
- 1972 : À ceux qui viennent après nous de Bertolt Brecht, poésie, Théâtre de l'Est parisien
- 1973 : L'Avare de Molière
- 1974 : Les Propriétaires des clefs de Milan Kundera, Théâtre de l'Est parisien
- 1978 : Nekrassov de Jean-Paul Sartre, Théâtre de l'Est parisien
- 1979 : L’Asile ou le chant de la joyeuse vie de Jean Bany, Théâtre Présent
- 1980 : L’Escalade de Victor Haïm
- 1981 : L'Inscription de Henri de Menthon, Théâtre de l'Est parisien
- 1981 : Jacques et son maître de Milan Kundera, Théâtre des Mathurins
- 1983 : Le Neveu de Rameau de Denis Diderot, Théâtre de l'Atelier
- 1986 : Le Résident de Sławomir Mrożek, Théâtre des Mathurins
- 1986 : Dernier Rempart de Sławomir Mrożek, Théâtre des Mathurins
- 1988 : Tango de Sławomir Mrożek, Théâtre de l'Est parisien
- 1989 : Visite d'un père à son fils de Jean-Louis Bourdon, Théâtre de Poche Montparnasse
- 1990 : Chambre 108 de Gérald Aubert, Théâtre de Poche Montparnasse
- 1992 : Les Émigrés de Sławomir Mrożek, Théâtre de Poche Montparnasse
- 1994 : Le roi se meurt de Eugène Ionesco Théâtre de l'Atelier
- 1994 : Retour à Pétersbourg de Gilles Costaz, Théâtre de Poche Montparnasse
- 1995 : Monsieur Schpill et Monsieur Tippeton de Gilles Segal, Trianon, Eldorado
- 1998 : Alfred aime O'Keeffe de Lanie Robertson, Théâtre Silvia-Monfort
- 1998 : Le Petit Maroc de Daniel Besnehard, Studio-Théâtre de la Comédie-Française
- 1999 : Le Dernier Blues de Billie Holiday de Lanie Robertson, Espace Kiron, La Pépinière-Théâtre
- 2000 : Va donc chez Törpe de François Billetdoux, Théâtre du Vieux-Colombier
- 2001 : En ce temps-là, l’amour... de Gilles Segal, Espace Kiron
- 2002 : L’Embrasement des Alpes de Peter Turrini, Théâtre de Poche Montparnasse
- 2003 : Tango Viennois de Peter Turrini, Espace Kiron
- 2004 : Le roi se meurt de Eugène Ionesco, Théâtre Hébertot
- 2005 : Les Révérends de Sławomir Mrożek, Théâtre 14 Jean-Marie Serreau
- 2007 : L'Avare de Molière, Théâtre de la Porte-Saint-Martin
- 2008 : Le Malade imaginaire de Molière, Théâtre de la Porte-Saint-Martin
- 2010 : Dernière Station avant le désert de Lanie Robertson, Petit-Saint-Martin
- 2010 : Le roi se meurt de Eugène Ionesco, Comédie des Champs-Élysées
- 2011 : Collaboration de Ronald Harwood, Théâtre des Variétés
- 2012 : Arbalètes et Vieilles Rapières de Georges Michel, Théâtre de Cachan, le 02 et 3 mai à 20h30

## Filmographie

### Cinéma
- 1980 : Haine de Dominique Goult

### Télévision
- 1975 : Marie-Antoinette de Guy Lefranc
- 1976 : Comme du bon pain, série télévisée de Philippe Joulia, Adrien Boulard
- 1977 : Les Cinq Dernières Minutes : Nadine de Philippe Joulia
- 1978 : Émile Zola ou la Conscience humaine de Stellio Lorenzi (feuilleton TV)
- 1979 : Julien Fontanes, magistrat, épisode Coup de taureau - de Guy Lefranc
- 1981 : La vie des autres, série  Julien d'Emmanuel Fonlladosa
- 1981 : Pause café de Serge Leroy (feuilleton TV créé par Georges Coulonges)
- 1982 : Les Cinq Dernières Minutes de Jean Chapot, La tentation d'Antoine